# Élections municipales de 2020 dans le Calvados
Des élections municipales dans le Calvados étaient prévues les 15 et 22 mars 2020. Comme dans le reste de la France, le report du second tour est annoncé en pleine crise sanitaire liée à la propagation du coronavirus (Covid-19). Par un décret du 27 mai 2020, le second tour est fixé au 28 juin 2020.

## Maires sortants et maires élus
Le scrutin est marqué par une grande stabilité politique, à quelques exceptions près. La gauche ne parvient pas à compenser les pertes du scrutin précédent à Caen, Ifs, Ouistreham et Saint-Pierre-sur-Dives. Elle remporte toutefois Falaise face à un divers droite, mais échoue à Démouville et Hermanville-sur-Mer, face à des candidats sans étiquette. 
| Commune                | Population | Maire sortant            | Parti | Parti | Maire élu                | Parti | Parti |
| ---------------------- | ---------- | ------------------------ | ----- | ----- | ------------------------ | ----- | ----- |
| Argences               | 3 718      | Dominique Delivet        |       | DVG   | Dominique Delivet        |       | DVG   |
| Bayeux                 | 13 121     | Patrick Gomont           |       | UDI   | Patrick Gomont           |       | UDI   |
| Blainville-sur-Orne    | 5 801      | Daniel Françoise         |       | PS    | Lionel Marie             |       | PCF   |
| Bretteville-sur-Odon   | 3 833      | Patrick Lecaplain        |       | DVD   | Patrick Lecaplain        |       | DVD   |
| Cabourg                | 3 800      | Tristan Duval            |       | DVD   | Tristan Duval            |       | DVD   |
| Caen                   | 105 534    | Joël Bruneau             |       | LR    | Joël Bruneau             |       | LR    |
| Colombelles            | 6 918      | Marc Pottier             |       | PS    | Marc Pottier             |       | PS    |
| Condé-en-Normandie     | 6 634      | Valérie Desquesne        |       | DVD   | Valérie Desquesne        |       | DVD   |
| Cormelles-le-Royal     | 4 898      | Jean-Marie Guillemin     |       | DVD   | Jean-Marie Guillemin     |       | DVD   |
| Courseulles-sur-Mer    | 4 199      | Frédéric Pouille         |       | LR    | Anne-Marie Philippeaux   |       | DVD   |
| Deauville              | 3 604      | Philippe Augier          |       | UDI   | Philippe Augier          |       | UDI   |
| Dives-sur-Mer          | 5 546      | Pierre Mouraret          |       | PCF   | Pierre Mouraret          |       | PCF   |
| Douvres-la-Délivrande  | 5 062      | Thierry Lefort           |       | DVG   | Thierry Lefort           |       | DVG   |
| Falaise                | 8 186      | Éric Macé                |       | DVD   | Hervé Maunoury           |       | DVG   |
| Fleury-sur-Orne        | 4 915      | Marc Lecerf              |       | PS    | Marc Lecerf              |       | PS    |
| Giberville             | 4 967      | Gérard Leneveu           |       | PCF   | Gérard Leneveu           |       | PCF   |
| Hérouville-Saint-Clair | 22 954     | Rodolphe Thomas          |       | MoDem | Rodolphe Thomas          |       | MoDem |
| Honfleur               | 7 425      | Michel Lamarre           |       | DVD   | Michel Lamarre           |       | DVD   |
| Ifs                    | 11 766     | Michel Patard-Legendre   |       | DVD   | Michel Patard-Legendre   |       | DVD   |
| Isigny-sur-Mer         | 3 639      | Éric Barbanchon          |       | UDI   | Éric Barbanchon          |       | UDI   |
| Le Hom                 | 3 689      | Philippe Lagalle         |       | DVD   | Philippe Lagalle         |       | DVD   |
| Les Monts d'Aunay      | 4 669      | Pierre Lefèvre           |       | DVD   | Christine Salmon         |       | DVD   |
| Lisieux                | 20 318     | Bernard Aubril           |       | DVD   | Sébastien Leclerc        |       | LR    |
| Livarot-Pays-d'Auge    | 6 323      | Philippe Guillemot       |       | LR    | Frédéric Legouverneur    |       | DVG   |
| Mézidon Vallée d'Auge  | 9 712      | François Aubey           |       | PS    | François Aubey           |       | PS    |
| Mondeville             | 9 868      | Hélène Mialon-Burgat     |       | PS    | Hélène Mialon-Burgat     |       | PS    |
| Noues de Sienne        | 4 423      | Georges Ravenel          |       | DVD   | Georges Ravenel          |       | DVD   |
| Ouistreham             | 9 081      | Romain Bail              |       | LR    | Romain Bail              |       | LR    |
| Pont-l'Évêque          | 4 662      | Yves Deshayes            |       | DVD   | Yves Deshayes            |       | DVD   |
| Saint-Pierre-en-Auge   | 7 676      | Jacky Marie              |       | DVD   | Jacky Marie              |       | DVD   |
| Souleuvre en Bocage    | 8 839      | Alain Declomesnil        |       | DVD   | Alain Declomesnil        |       | DVD   |
| Thue et Mue            | 5 904      | Michel Lafont            |       | DVD   | Michel Lafont            |       | DVD   |
| Touques                | 3 679      | Colette Nouvel-Rousselot |       | DVD   | Colette Nouvel-Rousselot |       | DVD   |
| Troarn                 | 3 679      | Maurice Letrésor         |       | DVD   | Christian Le Bas         |       | DVD   |
| Trouville-sur-Mer      | 4 628      | Christian Cardon         |       | DVD   | Sylvie de Gaetano        |       | DVD   |
| Valdallière            | 5 951      | Michel Roca              |       | DVD   | Frédéric Brogniart       |       | DVD   |
| Verson                 | 3 616      | Michel Marie             |       | DVG   | Nathalie Donatin         |       | ECO   |
| Vire Normandie         | 17 178     | Marc Andreu Sabater      |       | LREM  | Marc Andreu Sabater      |       | LREM  |

### Résultats en nombre de maires
| Partis       | Partis                               | Maires sortants | Maires élus | Évolution     |
| ------------ | ------------------------------------ | --------------- | ----------- | ------------- |
|              | Parti socialiste                     | 6               | 3           | -3            |
|              | Divers gauche                        | 2               | 2           | en stagnation |
|              | Parti communiste français            | 2               | 3           | +1            |
|              | Parti radical de gauche              | 1               | 0           | -1            |
| Total gauche | Total gauche                         | 11              | 8           | -3            |
|              | Union des démocrates et indépendants | 3               | 3           | en stagnation |
|              | Divers centre                        | 3               | 3           | en stagnation |
|              | La République en marche              | 1               | 1           | en stagnation |
|              | Mouvement démocrate                  | 1               | 1           | en stagnation |
| Total centre | Total centre                         | 8               | 8           | en stagnation |
|              | Divers droite                        | 15              | 13          | -1            |
|              | Les Républicains                     | 4               | 3           | -1            |
| Total droite | Total droite                         | 19              | 16          | -3            |
|              | Sans étiquette                       | 7               | 13          | +6            |
| Total        | Total                                | 45              | 45          | -             |

## Résultats dans les communes de plus de3 500 habitants

### Argences
- Maire sortant : Dominique Delivet
- 27 sièges à pourvoir au conseil municipal (population légale 2017 : 3 718 habitants)
- 8 sièges à pourvoir au conseil communautaire (CC Val ès Dunes)

|                          | Dominique Delivet        | DVG                      | 734   | 100,00 | 27 | 8 |  |  |
|                          |                          |                          |       |        |    |   |  |  |
| Exprimés                 | Exprimés                 | Exprimés                 | 734   | 91,41  |    |   |  |  |
| Votes blancs             | Votes blancs             | Votes blancs             | 28    | 3,49   |    |   |  |  |
| Votes nuls               | Votes nuls               | Votes nuls               | 41    | 5,11   |    |   |  |  |
| Total                    | Total                    | Total                    | 803   | 100    | 27 | 8 |  |  |
| Abstention               | Abstention               | Abstention               | 1 994 | 71,29  |    |   |  |  |
| Inscrits / participation | Inscrits / participation | Inscrits / participation | 2 797 | 28,71  |    |   |  |  |

### Les Monts d'Aunay
- Maire sortant : Pierre Lefevre
- 31 sièges à pourvoir au conseil municipal (population légale 2017 : 4 669 habitants)
- 9 sièges à pourvoir au conseil communautaire (CC Pré-Bocage Intercom)

|                          | Christine Salmon         | Divers                   | 884   | 57,03 | 25 | 7 |  |  |
|                          | Patrick Saint-Lô         | Divers                   | 666   | 42,96 | 6  | 2 |  |  |
|                          |                          |                          |       |       |    |   |  |  |
| Exprimés                 | Exprimés                 | Exprimés                 | 1 550 | 96,63 |    |   |  |  |
| Votes blancs             | Votes blancs             | Votes blancs             | 23    | 1,43  |    |   |  |  |
| Votes nuls               | Votes nuls               | Votes nuls               | 31    | 1,93  |    |   |  |  |
| Total                    | Total                    | Total                    | 1 604 | 100   | 31 | 9 |  |  |
| Abstention               | Abstention               | Abstention               | 1 489 | 48,14 |    |   |  |  |
| Inscrits / participation | Inscrits / participation | Inscrits / participation | 3 093 | 51,86 |    |   |  |  |

### Bayeux
- Maire sortant : Patrick Gomont
- 33 sièges à pourvoir au conseil municipal (population légale 2017 : 13 121 habitants)
- 27 sièges à pourvoir au conseil communautaire (CC de Bayeux Intercom)

|                          | Patrick Gomont           | DVD-LC                   | 2 216 | 63,89 | 28 | 23 |  |  |
|                          | Matthieu Frison          | ECO                      | 876   | 25,25 | 4  | 3  |  |  |
|                          | Philippe Chapron         | RN                       | 376   | 10,84 | 1  | 1  |  |  |
|                          |                          |                          |       |       |    |    |  |  |
| Exprimés                 | Exprimés                 | Exprimés                 | 3 468 | 97,42 |    |    |  |  |
| Votes blancs             | Votes blancs             | Votes blancs             | 43    | 1,21  |    |    |  |  |
| Votes nuls               | Votes nuls               | Votes nuls               | 49    | 1,38  |    |    |  |  |
| Total                    | Total                    | Total                    | 3 560 | 100   | 33 | 27 |  |  |
| Abstention               | Abstention               | Abstention               | 6 211 | 63,57 |    |    |  |  |
| Inscrits / participation | Inscrits / participation | Inscrits / participation | 9 771 | 36,43 |    |    |  |  |

### Souleuvre en Bocage
- Maire sortant : Alain Declomesnil
- 69 sièges à pourvoir au conseil municipal (population légale 2017 : 8 839 habitants)
- 11 sièges à pourvoir au conseil communautaire (CC Intercom de la Vire au Noireau)

|                          | Alain Declomesnil        | Divers                   | 1 591 | 100,00 | 69 | 11 |  |  |
|                          |                          |                          |       |        |    |    |  |  |
| Exprimés                 | Exprimés                 | Exprimés                 | 1 591 | 79,63  |    |    |  |  |
| Votes blancs             | Votes blancs             | Votes blancs             | 121   | 6,06   |    |    |  |  |
| Votes nuls               | Votes nuls               | Votes nuls               | 286   | 14,31  |    |    |  |  |
| Total                    | Total                    | Total                    | 1 998 | 100    | 69 | 11 |  |  |
| Abstention               | Abstention               | Abstention               | 4 324 | 68,40  |    |    |  |  |
| Inscrits / participation | Inscrits / participation | Inscrits / participation | 6 322 | 31,60  |    |    |  |  |

### Blainville-sur-Orne
- Maire sortant : Daniel Francoise
- 29 sièges à pourvoir au conseil municipal (population légale 2017 : 5 801 habitants)
- 2 sièges à pourvoir au conseil communautaire (Caen la Mer)

|                          | Lionel Marie             | DVG - PCF                | 874   | 50,54 | 22 | 2 |  |  |
|                          | Daniel Francoise         | DVG                      | 855   | 49,45 | 7  | 0 |  |  |
|                          |                          |                          |       |       |    |   |  |  |
| Exprimés                 | Exprimés                 | Exprimés                 | 1 729 | 97,13 |    |   |  |  |
| Votes blancs             | Votes blancs             | Votes blancs             | 29    | 1,63  |    |   |  |  |
| Votes nuls               | Votes nuls               | Votes nuls               | 22    | 1,24  |    |   |  |  |
| Total                    | Total                    | Total                    | 1 780 | 100   | 29 | 2 |  |  |
| Abstention               | Abstention               | Abstention               | 2 368 | 57,09 |    |   |  |  |
| Inscrits / participation | Inscrits / participation | Inscrits / participation | 4 148 | 42,91 |    |   |  |  |

### Thue et Mue
- Maire sortant : Michel Lafont
- 33 sièges à pourvoir au conseil municipal (population légale 2017 : 5 904 habitants)
- 2 sièges à pourvoir au conseil communautaire (Caen la Mer)

|                          | Michel Lafont            | DVD                      | 1 117 | 100,00 | 33 | 2 |  |  |
|                          |                          |                          |       |        |    |   |  |  |
| Exprimés                 | Exprimés                 | Exprimés                 | 1 117 | 87,13  |    |   |  |  |
| Votes blancs             | Votes blancs             | Votes blancs             | 76    | 5,93   |    |   |  |  |
| Votes nuls               | Votes nuls               | Votes nuls               | 89    | 6,94   |    |   |  |  |
| Total                    | Total                    | Total                    | 1 282 | 100    | 33 | 2 |  |  |
| Abstention               | Abstention               | Abstention               | 3 144 | 71,03  |    |   |  |  |
| Inscrits / participation | Inscrits / participation | Inscrits / participation | 4 426 | 28,97  |    |   |  |  |

### Bretteville-sur-Odon
- Maire sortant : Patrick Lecaplain
- 27 sièges à pourvoir au conseil municipal (population légale 2017 : 3 833 habitants)
- 1 sièges à pourvoir au conseil communautaire (Caen la Mer)

|                          | Patrick Lecaplain        | Divers                   | 799   | 53,84 | 21 | 1 |  |  |
|                          | Gwenaëlle Loubet         | DVG                      | 685   | 46,15 | 6  | 0 |  |  |
|                          |                          |                          |       |       |    |   |  |  |
| Exprimés                 | Exprimés                 | Exprimés                 | 1 484 | 97,50 |    |   |  |  |
| Votes blancs             | Votes blancs             | Votes blancs             | 3     | 0,20  |    |   |  |  |
| Votes nuls               | Votes nuls               | Votes nuls               | 35    | 2,30  |    |   |  |  |
| Total                    | Total                    | Total                    | 1 522 | 100   | 27 | 1 |  |  |
| Abstention               | Abstention               | Abstention               | 1 679 | 52,45 |    |   |  |  |
| Inscrits / participation | Inscrits / participation | Inscrits / participation | 3 201 | 47,55 |    |   |  |  |

### Cabourg
- Maire sortant : Tristan Duval
- 27 sièges à pourvoir au conseil municipal (population légale 2017 : 3 650 habitants)
- 6 sièges à pourvoir au conseil communautaire (CC Normandie-Cabourg-Pays d'Auge)

| Tête de liste            | Tête de liste            | Liste                    | Premier tour | Premier tour | Deuxième tour | Deuxième tour | Sièges | Sièges |
| Tête de liste            | Tête de liste            | Liste                    | Voix         | %            | Voix          | %             | CM     | CC     |
| ------------------------ | ------------------------ | ------------------------ | ------------ | ------------ | ------------- | ------------- | ------ | ------ |
|                          | Tristan Duval            | DVD                      | 931          | 49,81        | 1 094         | 58,69         | 22     | 5      |
|                          | Julien Champain          | DVD                      | 448          | 23,97        | 770           | 41,30         | 5      | 1      |
|                          | Alexandra Lorin Guinard  | Divers                   | 260          | 13,91        | 770           | 41,30         | 5      | 1      |
|                          | Dominique Joly           | Divers                   | 126          | 6,74         |               |               | 0      | 0      |
|                          | Florence Lepennetier     | DVG                      | 104          | 5,56         | 0             | 0             |        |        |
|                          |                          |                          |              |              |               |               |        |        |
| Exprimés                 | Exprimés                 | Exprimés                 | 1 869        | 98,47        | 1 864         | 96,03         |        |        |
| Votes blancs             | Votes blancs             | Votes blancs             | 13           | 0,68         | 42            | 2,16          |        |        |
| Votes nuls               | Votes nuls               | Votes nuls               | 16           | 0,84         | 35            | 1,80          |        |        |
| Total                    | Total                    | Total                    | 1 898        | 100          | 1 941         | 100           | 27     | 6      |
| Abstention               | Abstention               | Abstention               | 1 504        | 44,21        | 1 460         | 42,93         |        |        |
| Inscrits / participation | Inscrits / participation | Inscrits / participation | 3 402        | 55,79        | 3 401         | 57,07         |        |        |

### Caen
- Maire sortant : Joël Bruneau
- 55 sièges à pourvoir au conseil municipal (population légale 2017 : 105 354 habitants)
- 43 sièges à pourvoir au conseil communautaire (Caen la Mer)

|                          | Joël Bruneau             | DVD-LC                         | 10 541 | 50,79 | 43 | 33 |  |  |
|                          | Rudy L'Orphelin          | EELV-Cap21-PCF-Citoyens à Caen | 5 306  | 25,56 | 8  | 6  |  |  |
|                          | Gilles Deterville        | PS                             | 1 929  | 9,29  | 2  | 2  |  |  |
|                          | Aurélien Guidi           | DVG                            | 1 098  | 5,29  | 1  | 1  |  |  |
|                          | Isabelle Gilbert         | RN                             | 1 095  | 5,27  | 1  | 1  |  |  |
|                          | Philippe Velten          | LFI                            | 550    | 2,65  | 0  | 0  |  |  |
|                          | Pierre Casevitz          | LO                             | 233    | 1,12  | 0  | 0  |  |  |
|                          |                          |                                |        |       |    |    |  |  |
| Exprimés                 | Exprimés                 | Exprimés                       | 20 752 | 97,66 |    |    |  |  |
| Votes blancs             | Votes blancs             | Votes blancs                   | 138    | 0,65  |    |    |  |  |
| Votes nuls               | Votes nuls               | Votes nuls                     | 360    | 1,69  |    |    |  |  |
| Total                    | Total                    | Total                          | 21 250 | 100   | 55 | 43 |  |  |
| Abstention               | Abstention               | Abstention                     | 34 251 | 61,71 |    |    |  |  |
| Inscrits / participation | Inscrits / participation | Inscrits / participation       | 55 501 | 38,29 |    |    |  |  |

### Colombelles
- Maire sortant : Marc Pottier
- 29 sièges à pourvoir au conseil municipal (population légale 2017 : 6 918 habitants)
- 2 sièges à pourvoir au conseil communautaire (Caen la Mer)

|                          | Marc Pottier             | DVG                      | 831   | 100,00 | 29 | 2 |  |  |
|                          |                          |                          |       |        |    |   |  |  |
| Exprimés                 | Exprimés                 | Exprimés                 | 831   | 86,92  |    |   |  |  |
| Votes blancs             | Votes blancs             | Votes blancs             | 55    | 5,75   |    |   |  |  |
| Votes nuls               | Votes nuls               | Votes nuls               | 70    | 7,32   |    |   |  |  |
| Total                    | Total                    | Total                    | 956   | 100    | 29 | 2 |  |  |
| Abstention               | Abstention               | Abstention               | 3 562 | 78,84  |    |   |  |  |
| Inscrits / participation | Inscrits / participation | Inscrits / participation | 4 518 | 21,16  |    |   |  |  |

### Condé-en-Normandie
- Maire sortant : Valérie Desquesne
- 29 sièges à pourvoir au conseil municipal (population légale 2017 : 6 634 habitants)
- 8 sièges à pourvoir au conseil communautaire (CC Intercom de la Vire au Noireau)

|                          | Valérie Desquesne        | Divers                   | 1 310 | 66,29 | 24 | 7 |  |  |
|                          | Sylvain Delange          | Divers                   | 666   | 33,70 | 5  | 1 |  |  |
|                          |                          |                          |       |       |    |   |  |  |
| Exprimés                 | Exprimés                 | Exprimés                 | 1 976 | 95,83 |    |   |  |  |
| Votes blancs             | Votes blancs             | Votes blancs             | 26    | 1,26  |    |   |  |  |
| Votes nuls               | Votes nuls               | Votes nuls               | 60    | 2,91  |    |   |  |  |
| Total                    | Total                    | Total                    | 2 062 | 100   | 29 | 8 |  |  |
| Abstention               | Abstention               | Abstention               | 2 514 | 54,94 |    |   |  |  |
| Inscrits / participation | Inscrits / participation | Inscrits / participation | 4 576 | 45,06 |    |   |  |  |

### Cormelles-le-Royal
- Maire sortant : Jean-Marie Guillemin
- 27 sièges à pourvoir au conseil municipal (population légale 2017 : 4 898 habitants)
- 2 sièges à pourvoir au conseil communautaire (Caen la Mer)

|                          | Jean-Marie Guillemin     | DVD                      | 1 147 | 100,00 | 27 | 2 |  |  |
|                          |                          |                          |       |        |    |   |  |  |
| Exprimés                 | Exprimés                 | Exprimés                 | 1 147 | 91,76  |    |   |  |  |
| Votes blancs             | Votes blancs             | Votes blancs             | 43    | 3,44   |    |   |  |  |
| Votes nuls               | Votes nuls               | Votes nuls               | 60    | 4,80   |    |   |  |  |
| Total                    | Total                    | Total                    | 1 250 | 100    | 27 | 2 |  |  |
| Abstention               | Abstention               | Abstention               | 2 579 | 67,35  |    |   |  |  |
| Inscrits / participation | Inscrits / participation | Inscrits / participation | 3 829 | 32,65  |    |   |  |  |

### Courseulles-sur-Mer
- Maire sortant : Frédéric Pouille
- 27 sièges à pourvoir au conseil municipal (population légale 2017 : 4 199 habitants)
- 6 sièges à pourvoir au conseil communautaire (CC Cœur de Nacre)

|                          | Anne-Marie Philippeaux   | DVD                      | 1 089 | 53,07 | 21 | 5 |  |  |
|                          | Frédéric Pouille         | DVD                      | 963   | 46,92 | 6  | 1 |  |  |
|                          |                          |                          |       |       |    |   |  |  |
| Exprimés                 | Exprimés                 | Exprimés                 | 2 052 | 97,71 |    |   |  |  |
| Votes blancs             | Votes blancs             | Votes blancs             | 27    | 1,29  |    |   |  |  |
| Votes nuls               | Votes nuls               | Votes nuls               | 21    | 1,00  |    |   |  |  |
| Total                    | Total                    | Total                    | 2 100 | 100   | 27 | 6 |  |  |
| Abstention               | Abstention               | Abstention               | 1 560 | 42,62 |    |   |  |  |
| Inscrits / participation | Inscrits / participation | Inscrits / participation | 3 660 | 57,38 |    |   |  |  |

### Deauville
- Maire sortant : Philippe Augier
- 27 sièges à pourvoir au conseil municipal (population légale 2017 : 3 604 habitants)
- 6 sièges à pourvoir au conseil communautaire (CC Cœur Côte Fleurie)

|                          | Philippe Augier          | DVC                      | 1 076 | 75,93 | 24 | 6 |  |  |
|                          | Johanna Lebailly         | DVD                      | 341   | 24,06 | 3  | 0 |  |  |
|                          |                          |                          |       |       |    |   |  |  |
| Exprimés                 | Exprimés                 | Exprimés                 | 1 417 | 96,39 |    |   |  |  |
| Votes blancs             | Votes blancs             | Votes blancs             | 21    | 1,43  |    |   |  |  |
| Votes nuls               | Votes nuls               | Votes nuls               | 32    | 2,18  |    |   |  |  |
| Total                    | Total                    | Total                    | 1 470 | 100   | 27 | 6 |  |  |
| Abstention               | Abstention               | Abstention               | 1 975 | 57,33 |    |   |  |  |
| Inscrits / participation | Inscrits / participation | Inscrits / participation | 3 445 | 42,67 |    |   |  |  |

### Dives-sur-Mer
- Maire sortant : Pierre Mouraret
- 29 sièges à pourvoir au conseil municipal (population légale 2017 : 5 546 habitants)
- 10 sièges à pourvoir au conseil communautaire (CC Normandie-Cabourg-Pays d'Auge)

|                          | Pierre Mouraret          | PCF                      | 1 263 | 66,57 | 25 | 9  |  |  |
|                          | Alain Peyronnet          | Divers                   | 440   | 23,19 | 3  | 1  |  |  |
|                          | Christian Jurcenoks      | Divers                   | 194   | 10,22 | 1  | 0  |  |  |
|                          |                          |                          |       |       |    |    |  |  |
| Exprimés                 | Exprimés                 | Exprimés                 | 1 897 | 96,74 |    |    |  |  |
| Votes blancs             | Votes blancs             | Votes blancs             | 23    | 1,17  |    |    |  |  |
| Votes nuls               | Votes nuls               | Votes nuls               | 41    | 2,09  |    |    |  |  |
| Total                    | Total                    | Total                    | 1 961 | 100   | 29 | 10 |  |  |
| Abstention               | Abstention               | Abstention               | 2 535 | 56,38 |    |    |  |  |
| Inscrits / participation | Inscrits / participation | Inscrits / participation | 4 496 | 43,62 |    |    |  |  |

### Douvres-la-Délivrande
- Maire sortant : Thierry Lefort
- 29 sièges à pourvoir au conseil municipal (population légale 2017 : 5 062 habitants)
- 8 sièges à pourvoir au conseil communautaire (CC Cœur de Nacre)

|                          | Thierry Lefort           | DVC                      | 954   | 100,00 | 29 | 8 |  |  |
|                          |                          |                          |       |        |    |   |  |  |
| Exprimés                 | Exprimés                 | Exprimés                 | 954   | 86,26  |    |   |  |  |
| Votes blancs             | Votes blancs             | Votes blancs             | 78    | 7,05   |    |   |  |  |
| Votes nuls               | Votes nuls               | Votes nuls               | 74    | 6,69   |    |   |  |  |
| Total                    | Total                    | Total                    | 1 106 | 100    | 29 | 8 |  |  |
| Abstention               | Abstention               | Abstention               | 3 027 | 73,24  |    |   |  |  |
| Inscrits / participation | Inscrits / participation | Inscrits / participation | 4 133 | 26,76  |    |   |  |  |

### Falaise
- Maire sortant : Eric Mace
- 29 sièges à pourvoir au conseil municipal (population légale 2017 : 8 186 habitants)
- 20 sièges à pourvoir au conseil communautaire (CC du pays de Falaise)

| Tête de liste            | Tête de liste            | Liste                    | Premier tour | Premier tour | Second tour | Second tour | Sièges | Sièges |
| Tête de liste            | Tête de liste            | Liste                    | Voix         | %            | Voix        | %           | CM     | CC     |
| ------------------------ | ------------------------ | ------------------------ | ------------ | ------------ | ----------- | ----------- | ------ | ------ |
|                          | Clara Dewaële-Canouel    | DVC                      | 1 132        | 48,52        | 1 314       | 48,79       | 7      | 5      |
|                          | Hervé Maunoury           | DIV                      | 1 019        | 43,67        | 1 379       | 51,20       | 22     | 15     |
|                          | Michel Langevin          | LO                       | 182          | 7,80         |             |             |        |        |
|                          |                          |                          |              |              |             |             |        |        |
| Exprimés                 | Exprimés                 | Exprimés                 | 2 333        | 98,36        | 2 693       | 98,43       |        |        |
| Votes blancs             | Votes blancs             | Votes blancs             | 13           | 0,55         | 16          | 0,58        |        |        |
| Votes nuls               | Votes nuls               | Votes nuls               | 26           | 1,1          | 27          | 0,99        |        |        |
| Total                    | Total                    | Total                    | 2 372        | 100          | 2 736       | 100         | 29     | 20     |
| Abstention               | Abstention               | Abstention               | 3 420        | 59,05        | 3 068       | 52,86       |        |        |
| Inscrits / participation | Inscrits / participation | Inscrits / participation | 5 792        | 40,95        | 5 804       | 47,14       |        |        |

### Fleury-sur-Orne
- Maire sortant : Marc Lecerf
- 27 sièges à pourvoir au conseil municipal (population légale 2017 : 4 915 habitants)
- 2 sièges à pourvoir au conseil communautaire (Caen la Mer)

|                          | Marc Lecerf              | DVG                      | 640   | 100,00 | 27 | 2 |  |  |
|                          |                          |                          |       |        |    |   |  |  |
| Exprimés                 | Exprimés                 | Exprimés                 | 640   | 84,88  |    |   |  |  |
| Votes blancs             | Votes blancs             | Votes blancs             | 51    | 6,76   |    |   |  |  |
| Votes nuls               | Votes nuls               | Votes nuls               | 63    | 8,36   |    |   |  |  |
| Total                    | Total                    | Total                    | 754   | 100    | 27 | 2 |  |  |
| Abstention               | Abstention               | Abstention               | 2 382 | 75,96  |    |   |  |  |
| Inscrits / participation | Inscrits / participation | Inscrits / participation | 3 136 | 24,04  |    |   |  |  |

### Giberville
- Maire sortant : Gérard Leneveu
- 27 sièges à pourvoir au conseil municipal (population légale 2017 : 4 967 habitants)
- 2 sièges à pourvoir au conseil communautaire (Caen la Mer)

|                          | Gérard Leneveu           | PCF                      | 861   | 100,00 | 27 | 2 |  |  |
|                          |                          |                          |       |        |    |   |  |  |
| Exprimés                 | Exprimés                 | Exprimés                 | 861   | 85,76  |    |   |  |  |
| Votes blancs             | Votes blancs             | Votes blancs             | 62    | 6,18   |    |   |  |  |
| Votes nuls               | Votes nuls               | Votes nuls               | 81    | 8,07   |    |   |  |  |
| Total                    | Total                    | Total                    | 1 004 | 100    | 27 | 2 |  |  |
| Abstention               | Abstention               | Abstention               | 2 703 | 72,92  |    |   |  |  |
| Inscrits / participation | Inscrits / participation | Inscrits / participation | 3 707 | 27,08  |    |   |  |  |

### Hérouville-Saint-Clair
- Maire sortant : Rodolphe Thomas
- 35 sièges à pourvoir au conseil municipal (population légale 2017 : 22 954 habitants)
- 9 sièges à pourvoir au conseil communautaire (Caen la Mer)

|                          | Rodolphe Thomas          | DVC                      | 3 119  | 60,18 | 29 | 8 |  |  |
|                          | Vincent Louvet           | DVG-PS                   | 1 537  | 29,66 | 5  | 1 |  |  |
|                          | Jean-François Aly        | Divers                   | 526    | 10,15 | 1  | 0 |  |  |
|                          |                          |                          |        |       |    |   |  |  |
| Exprimés                 | Exprimés                 | Exprimés                 | 5 182  | 97,87 |    |   |  |  |
| Votes blancs             | Votes blancs             | Votes blancs             | 52     | 0,98  |    |   |  |  |
| Votes nuls               | Votes nuls               | Votes nuls               | 61     | 1,15  |    |   |  |  |
| Total                    | Total                    | Total                    | 5 295  | 100   | 35 | 9 |  |  |
| Abstention               | Abstention               | Abstention               | 7 437  | 58,41 |    |   |  |  |
| Inscrits / participation | Inscrits / participation | Inscrits / participation | 12 732 | 41,59 |    |   |  |  |

### Honfleur
- Maire sortant : Michel Lamarre
- 29 sièges à pourvoir au conseil municipal (population légale 2017 : 7 425 habitants)
- 12 sièges à pourvoir au conseil communautaire (CC du Pays de Honfleur-Beuzeville)

|                          | Michel Lamarre           | Divers                   | 1 453 | 73,01 | 25 | 11 |  |  |
|                          | François Saudin          | Divers                   | 537   | 26,98 | 4  | 1  |  |  |
|                          |                          |                          |       |       |    |    |  |  |
| Exprimés                 | Exprimés                 | Exprimés                 | 1 990 | 96,79 |    |    |  |  |
| Votes blancs             | Votes blancs             | Votes blancs             | 39    | 1,90  |    |    |  |  |
| Votes nuls               | Votes nuls               | Votes nuls               | 27    | 1,31  |    |    |  |  |
| Total                    | Total                    | Total                    | 2 056 | 100   | 29 | 12 |  |  |
| Abstention               | Abstention               | Abstention               | 3 439 | 62,58 |    |    |  |  |
| Inscrits / participation | Inscrits / participation | Inscrits / participation | 5 495 | 37,42 |    |    |  |  |

### Ifs
- Maire sortant : Michel Patard-Legendre
- 33 sièges à pourvoir au conseil municipal (population légale 2017 : 11 766 habitants)
- 4 sièges à pourvoir au conseil communautaire (Caen la Mer)

| Tête de liste            | Tête de liste            | Liste                    | Premier tour | Premier tour | Deuxième tour | Deuxième tour | Sièges | Sièges |
| Tête de liste            | Tête de liste            | Liste                    | Voix         | %            | Voix          | %             | CM     | CC     |
| ------------------------ | ------------------------ | ------------------------ | ------------ | ------------ | ------------- | ------------- | ------ | ------ |
|                          | Michel Patard-Legendre   | DVD                      | 1 467        | 48,80        | 1 759         | 59,87         | 27     | 3      |
|                          | Jean-Paul Gauchard       | DVG-PCF-EELV             | 991          | 32,96        | 1 179         | 40,12         | 6      | 1      |
|                          | Arnaud Fontaine          | Divers                   | 548          | 18,23        |               |               |        |        |
|                          |                          |                          |              |              |               |               |        |        |
| Exprimés                 | Exprimés                 | Exprimés                 | 3 006        | 97,98        | 2 938         | 98,56         |        |        |
| Votes blancs             | Votes blancs             | Votes blancs             | 31           | 1,01         | 28            | 0,94          |        |        |
| Votes nuls               | Votes nuls               | Votes nuls               | 31           | 1,01         | 15            | 0,50          |        |        |
| Total                    | Total                    | Total                    | 3 068        | 100          | 2 981         | 100           | 33     | 4      |
| Abstention               | Abstention               | Abstention               | 4 427        | 59,07        | 4 537         | 60,35         |        |        |
| Inscrits / participation | Inscrits / participation | Inscrits / participation | 7 495        | 40,93        | 7 518         | 39,65         |        |        |

### Isigny-sur-Mer
- Maire sortant : Eric Barbanchon
- 29 sièges à pourvoir au conseil municipal (population légale 2017 : 3 639 habitants)
- 9 sièges à pourvoir au conseil communautaire (CC Isigny-Omaha Intercom)

|                          | Eric Barbanchon          | Divers                   | 705   | 60,82 | 24 | 8 |  |  |
|                          | Michel Mauduit           | Divers                   | 454   | 39,17 | 5  | 1 |  |  |
|                          |                          |                          |       |       |    |   |  |  |
| Exprimés                 | Exprimés                 | Exprimés                 | 1 159 | 95,47 |    |   |  |  |
| Votes blancs             | Votes blancs             | Votes blancs             | 21    | 1,73  |    |   |  |  |
| Votes nuls               | Votes nuls               | Votes nuls               | 34    | 2,80  |    |   |  |  |
| Total                    | Total                    | Total                    | 1 214 | 100   | 29 | 9 |  |  |
| Abstention               | Abstention               | Abstention               | 1 488 | 55,07 |    |   |  |  |
| Inscrits / participation | Inscrits / participation | Inscrits / participation | 2 702 | 44,93 |    |   |  |  |

### Lisieux
- Maire sortant : Bernard Aubril
- 35 sièges à pourvoir au conseil municipal (population légale 2017 : 20 318 habitants)
- 19 sièges à pourvoir au conseil communautaire (CA Lisieux Normandie)

| Tête de liste            | Tête de liste            | Liste                    | Premier tour | Premier tour | Deuxième tour | Deuxième tour | Sièges | Sièges |
| Tête de liste            | Tête de liste            | Liste                    | Voix         | %            | Voix          | %             | CM     | CC     |
| ------------------------ | ------------------------ | ------------------------ | ------------ | ------------ | ------------- | ------------- | ------ | ------ |
|                          | Sébastien Leclerc        | DVD                      | 1 941        | 35,58        | 2 534         | 44,02         | 26     | 14     |
|                          | Clotilde Valter          | PS                       | 1 260        | 23,09        | 1 998         | 34,71         | 6      | 3      |
|                          | Bernard Aubril           | Divers                   | 1 177        | 21,57        | 1 224         | 21,26         | 3      | 2      |
|                          | Mélissa Lebreton         | LREM                     | 467          | 8,56         |               |               |        |        |
|                          | Sylvie Grandin           | Divers                   | 357          | 6,54         |               |               |        |        |
|                          | Pascal Chapelle          | EELV-PCF                 | 253          | 4,63         |               |               |        |        |
|                          |                          |                          |              |              |               |               |        |        |
| Exprimés                 | Exprimés                 | Exprimés                 | 5 455        | 97,13        | 5 756         | 97,43         |        |        |
| Votes blancs             | Votes blancs             | Votes blancs             | 46           | 0,82         | 82            | 1,39          |        |        |
| Votes nuls               | Votes nuls               | Votes nuls               | 115          | 2,05         | 70            | 1,18          |        |        |
| Total                    | Total                    | Total                    | 5 616        | 100          | 5 908         | 100           | 35     | 19     |
| Abstention               | Abstention               | Abstention               | 7 649        | 57,66        | 7 378         | 55,53         |        |        |
| Inscrits / participation | Inscrits / participation | Inscrits / participation | 13 265       | 42,34        | 13 286        | 44,47         |        |        |

### Livarot-Pays-d'Auge
- Maire sortant : Philippe Guillemot
- 69 sièges à pourvoir au conseil municipal (population légale 2017 : 6 323 habitants)
- 6 sièges à pourvoir au conseil communautaire (CA Lisieux Normandie)

|                          | Frédéric Legouverneur    | Divers                   | 1 081 | 50,25 | 52 | 5 |  |  |
|                          | Patrick Beaujan          | Divers                   | 1 070 | 49,74 | 17 | 1 |  |  |
|                          |                          |                          |       |       |    |   |  |  |
| Exprimés                 | Exprimés                 | Exprimés                 | 2 151 | 96,24 |    |   |  |  |
| Votes blancs             | Votes blancs             | Votes blancs             | 38    | 1,70  |    |   |  |  |
| Votes nuls               | Votes nuls               | Votes nuls               | 46    | 2,06  |    |   |  |  |
| Total                    | Total                    | Total                    | 2 235 | 100   | 69 | 6 |  |  |
| Abstention               | Abstention               | Abstention               | 2 467 | 52,47 |    |   |  |  |
| Inscrits / participation | Inscrits / participation | Inscrits / participation | 4 702 | 47,53 |    |   |  |  |

### Mézidon Vallée d'Auge
- Maire sortant : François Aubey
- 59 sièges à pourvoir au conseil municipal (population légale 2017 : 9 712 habitants)
- 9 sièges à pourvoir au conseil communautaire (CA Lisieux Normandie)

|                          | François Aubey           | DVC                      | 2 111 | 65,09 | 50 | 8 |  |  |
|                          | Fabien Dumas             | Divers                   | 737   | 22,72 | 6  | 1 |  |  |
|                          | Emmanuel Norbert-Couade  | RN                       | 395   | 12,18 | 3  | 0 |  |  |
|                          |                          |                          |       |       |    |   |  |  |
| Exprimés                 | Exprimés                 | Exprimés                 | 3 243 | 96,81 |    |   |  |  |
| Votes blancs             | Votes blancs             | Votes blancs             | 49    | 1,46  |    |   |  |  |
| Votes nuls               | Votes nuls               | Votes nuls               | 58    | 1,73  |    |   |  |  |
| Total                    | Total                    | Total                    | 3 350 | 100   | 59 | 9 |  |  |
| Abstention               | Abstention               | Abstention               | 3 744 | 52,78 |    |   |  |  |
| Inscrits / participation | Inscrits / participation | Inscrits / participation | 7 094 | 47,22 |    |   |  |  |

### Mondeville
- Maire sortant : Hélène Mialon-Burgat
- 29 sièges à pourvoir au conseil municipal (population légale 2017 : 9 868 habitants)
- 4 sièges à pourvoir au conseil communautaire (Caen la Mer)

|                          | Hélène Burgat            | DVG                      | 1 745 | 56,97 | 24 | 4 |  |  |
|                          | Joël Jeanne              | PCF-DVG                  | 702   | 22,91 | 3  | 0 |  |  |
|                          | Jérôme Hommais           | PRG-EELV-Cap21           | 339   | 11,06 | 1  | 0 |  |  |
|                          | Chantal Henry            | RN                       | 277   | 9,04  | 1  | 0 |  |  |
|                          |                          |                          |       |       |    |   |  |  |
| Exprimés                 | Exprimés                 | Exprimés                 | 3 063 | 98,17 |    |   |  |  |
| Votes blancs             | Votes blancs             | Votes blancs             | 24    | 0,77  |    |   |  |  |
| Votes nuls               | Votes nuls               | Votes nuls               | 33    | 1,06  |    |   |  |  |
| Total                    | Total                    | Total                    | 3 120 | 100   | 29 | 4 |  |  |
| Abstention               | Abstention               | Abstention               | 4 174 | 57,23 |    |   |  |  |
| Inscrits / participation | Inscrits / participation | Inscrits / participation | 7 294 | 42,77 |    |   |  |  |

### Ouistreham
- Maire sortant : Romain Bail
- 29 sièges à pourvoir au conseil municipal (population légale 2017 : 9 081 habitants)
- 3 sièges à pourvoir au conseil communautaire (Caen la Mer)

|                          | Romain Bail              | LR                       | 2 163 | 51,24 | 23 | 2 |  |  |
|                          | Raphaël Chauvois         | DVG                      | 1 269 | 30,06 | 4  | 1 |  |  |
|                          | Sophie Börner            | EELV                     | 789   | 18,69 | 2  | 0 |  |  |
|                          |                          |                          |       |       |    |   |  |  |
| Exprimés                 | Exprimés                 | Exprimés                 | 4 221 | 97,48 |    |   |  |  |
| Votes blancs             | Votes blancs             | Votes blancs             | 74    | 1,71  |    |   |  |  |
| Votes nuls               | Votes nuls               | Votes nuls               | 35    | 0,81  |    |   |  |  |
| Total                    | Total                    | Total                    | 4 330 | 100   | 29 | 3 |  |  |
| Abstention               | Abstention               | Abstention               | 3 800 | 46,74 |    |   |  |  |
| Inscrits / participation | Inscrits / participation | Inscrits / participation | 8 130 | 53,26 |    |   |  |  |

### Pont-l'Évêque
- Maire sortant : Yves Deshayes
- 29 sièges à pourvoir au conseil municipal (population légale 2017 : 4 662 habitants)
- 13 sièges à pourvoir au conseil communautaire (CC Terre d'Auge)

|                          | Yves Deshayes            | DVC                      | 1 057 | 69,26 | 25 | 11 |  |  |
|                          | Éric Legoux              | Divers                   | 469   | 30,73 | 4  | 2  |  |  |
|                          |                          |                          |       |       |    |    |  |  |
| Exprimés                 | Exprimés                 | Exprimés                 | 1 526 | 97,88 |    |    |  |  |
| Votes blancs             | Votes blancs             | Votes blancs             | 8     | 0,51  |    |    |  |  |
| Votes nuls               | Votes nuls               | Votes nuls               | 25    | 1,60  |    |    |  |  |
| Total                    | Total                    | Total                    | 1 559 | 100   | 29 | 13 |  |  |
| Abstention               | Abstention               | Abstention               | 1 975 | 55,89 |    |    |  |  |
| Inscrits / participation | Inscrits / participation | Inscrits / participation | 3 534 | 44,11 |    |    |  |  |

### Saint-Pierre-en-Auge
- Maire sortant : Jacky Marie
- 57 sièges à pourvoir au conseil municipal (population légale 2017 : 7 676 habitants)
- 7 sièges à pourvoir au conseil communautaire (CA Lisieux Normandie)

| Tête de liste            | Tête de liste            | Liste                    | Premier tour | Premier tour | Deuxième tour | Deuxième tour | Sièges | Sièges |
| Tête de liste            | Tête de liste            | Liste                    | Voix         | %            | Voix          | %             | CM     | CC     |
| ------------------------ | ------------------------ | ------------------------ | ------------ | ------------ | ------------- | ------------- | ------ | ------ |
|                          | Jacky Marie              | Divers                   | 1 172        | 46,76        | 1 634         | 57,31         | 45     | 6      |
|                          | Sylviane Pralus          | Divers                   | 830          | 33,12        | 1 217         | 42,68         | 12     | 1      |
|                          | Denis Dubois             | Divers                   | 504          | 20,11        |               |               |        |        |
|                          |                          |                          |              |              |               |               |        |        |
| Exprimés                 | Exprimés                 | Exprimés                 | 2 506        | 97,06        | 2 851         | 97,70         |        |        |
| Votes blancs             | Votes blancs             | Votes blancs             | 29           | 1,12         | 26            | 0,89          |        |        |
| Votes nuls               | Votes nuls               | Votes nuls               | 47           | 1,82         | 41            | 1,41          |        |        |
| Total                    | Total                    | Total                    | 2 582        | 100          | 2 918         | 100           | 57     | 7      |
| Abstention               | Abstention               | Abstention               | 3 134        | 54,83        | 2 793         | 48,91         |        |        |
| Inscrits / participation | Inscrits / participation | Inscrits / participation | 5 716        | 45,17        | 5 711         | 51,09         |        |        |

### Noues de Sienne
- Maire sortant : Georges Ravenel
- 41 sièges à pourvoir au conseil municipal (population légale 2017 : 4 423 habitants)
- 5 sièges à pourvoir au conseil communautaire (CC Intercom de la Vire au Noireau)

|                          | Georges Ravenel          | Divers                   | 953   | 65,54 | 34 | 4 |  |  |
|                          | Colette Jouault          | DVG                      | 501   | 34,45 | 7  | 1 |  |  |
|                          |                          |                          |       |       |    |   |  |  |
| Exprimés                 | Exprimés                 | Exprimés                 | 1 454 | 92,08 |    |   |  |  |
| Votes blancs             | Votes blancs             | Votes blancs             | 24    | 1,52  |    |   |  |  |
| Votes nuls               | Votes nuls               | Votes nuls               | 101   | 6,40  |    |   |  |  |
| Total                    | Total                    | Total                    | 1 579 | 100   | 41 | 5 |  |  |
| Abstention               | Abstention               | Abstention               | 1 685 | 51,62 |    |   |  |  |
| Inscrits / participation | Inscrits / participation | Inscrits / participation | 3 264 | 48,38 |    |   |  |  |

### Le Hom
- Maire sortant : Philippe Lagalle
- 29 sièges à pourvoir au conseil municipal (population légale 2017 : 3 689 habitants)
- 8 sièges à pourvoir au conseil communautaire (CC Cingal-Suisse Normande)

|                          | Philippe Lagalle         | Divers                   | 557   | 100,00 | 29 | 8 |  |  |
|                          |                          |                          |       |        |    |   |  |  |
| Exprimés                 | Exprimés                 | Exprimés                 | 557   | 74,87  |    |   |  |  |
| Votes blancs             | Votes blancs             | Votes blancs             | 20    | 2,69   |    |   |  |  |
| Votes nuls               | Votes nuls               | Votes nuls               | 167   | 22,45  |    |   |  |  |
| Total                    | Total                    | Total                    | 744   | 100    | 29 | 8 |  |  |
| Abstention               | Abstention               | Abstention               | 1 832 | 71,12  |    |   |  |  |
| Inscrits / participation | Inscrits / participation | Inscrits / participation | 2 576 | 28,88  |    |   |  |  |

### Touques
- Maire sortant : Colette Nouvel-Rousselot
- 27 sièges à pourvoir au conseil municipal (population légale 2017 : 3 679 habitants)
- 7 sièges à pourvoir au conseil communautaire (CC Cœur Côte Fleurie)

| Tête de liste            | Tête de liste            | Liste                    | Premier tour | Premier tour | Deuxième tour | Deuxième tour | Sièges | Sièges |
| Tête de liste            | Tête de liste            | Liste                    | Voix         | %            | Voix          | %             | CM     | CC     |
| ------------------------ | ------------------------ | ------------------------ | ------------ | ------------ | ------------- | ------------- | ------ | ------ |
|                          | Colette Nouvel-Rousselot | DVD                      | 581          | 48,90        | 730           | 57,16         | 22     | 6      |
|                          | Dominique Vautier        | Divers                   | 366          | 30,80        | 547           | 42,83         | 5      | 1      |
|                          | Alain Perchey            | Divers                   | 241          | 20,28        |               |               |        |        |
|                          |                          |                          |              |              |               |               |        |        |
| Exprimés                 | Exprimés                 | Exprimés                 | 1 188        | 97,94        | 1 277         | 97,56         |        |        |
| Votes blancs             | Votes blancs             | Votes blancs             | 9            | 0,74         | 12            | 0,92          |        |        |
| Votes nuls               | Votes nuls               | Votes nuls               | 16           | 1,32         | 20            | 1,53          |        |        |
| Total                    | Total                    | Total                    | 1 213        | 100          | 1 309         | 100           | 27     | 7      |
| Abstention               | Abstention               | Abstention               | 1 820        | 60,01        | 1 722         | 56,81         |        |        |
| Inscrits / participation | Inscrits / participation | Inscrits / participation | 3 033        | 39,99        | 3 031         | 43,19         |        |        |

### Troarn
- Maire sortant : Christian Le Bas
- 27 sièges à pourvoir au conseil municipal (population légale 2017 : 5 428 habitants)
- 1 sièges à pourvoir au conseil communautaire (Caen la Mer)

|                          | Christian Le Bas         | Divers                   | 767   | 54,09 | 21 | 1 |  |  |
|                          | Christophe Lemarchand    | DVG                      | 651   | 45,90 | 6  | 0 |  |  |
|                          |                          |                          |       |       |    |   |  |  |
| Exprimés                 | Exprimés                 | Exprimés                 | 1 418 | 96,33 |    |   |  |  |
| Votes blancs             | Votes blancs             | Votes blancs             | 41    | 2,79  |    |   |  |  |
| Votes nuls               | Votes nuls               | Votes nuls               | 13    | 0,88  |    |   |  |  |
| Total                    | Total                    | Total                    | 1 472 | 100   | 27 | 1 |  |  |
| Abstention               | Abstention               | Abstention               | 1 154 | 43,95 |    |   |  |  |
| Inscrits / participation | Inscrits / participation | Inscrits / participation | 2 626 | 56,05 |    |   |  |  |

### Trouville-sur-Mer
- Maire sortant : Christian Cardon
- 27 sièges à pourvoir au conseil municipal (population légale 2017 : 4 628 habitants)
- 8 sièges à pourvoir au conseil communautaire (CC Cœur Côte Fleurie)

| Tête de liste            | Tête de liste            | Liste                    | Premier tour | Premier tour | Deuxième tour | Deuxième tour | Sièges | Sièges |
| Tête de liste            | Tête de liste            | Liste                    | Voix         | %            | Voix          | %             | CM     | CC     |
| ------------------------ | ------------------------ | ------------------------ | ------------ | ------------ | ------------- | ------------- | ------ | ------ |
|                          | Sylvie De Gaetano        | Divers                   | 731          | 41,46        | 993           | 50,53         | 21     | 6      |
|                          | Stéphanie Fresnais       | Divers                   | 600          | 34,03        | 972           | 49,46         | 6      | 2      |
|                          | Michel Thomasson         | DVD                      | 261          | 14,80        |               |               |        |        |
|                          | Delphine Chavagné        | Divers                   | 171          | 9,69         |               |               |        |        |
|                          |                          |                          |              |              |               |               |        |        |
| Exprimés                 | Exprimés                 | Exprimés                 | 1 763        | 97,03        | 1 965         | 97,52         |        |        |
| Votes blancs             | Votes blancs             | Votes blancs             | 21           | 1,16         | 22            | 1,09          |        |        |
| Votes nuls               | Votes nuls               | Votes nuls               | 33           | 1,82         | 28            | 1,39          |        |        |
| Total                    | Total                    | Total                    | 1 817        | 100          | 2 015         | 100           | 27     | 8      |
| Abstention               | Abstention               | Abstention               | 2 196        | 54,72        | 1 992         | 49,71         |        |        |
| Inscrits / participation | Inscrits / participation | Inscrits / participation | 4 013        | 45,28        | 4 007         | 50,29         |        |        |

### Valdallière
- Maire sortant : Michel Roca
- 57 sièges à pourvoir au conseil municipal (population légale 2017 : 5 951 habitants)
- 7 sièges à pourvoir au conseil communautaire (CC Intercom de la Vire au Noireau)

|                          | Frédéric Brogniart       | Divers                   | 1 058 | 51,18 | 44 | 6 |  |  |
|                          | Caroline Chanu           | Divers                   | 1 009 | 48,81 | 13 | 1 |  |  |
|                          |                          |                          |       |       |    |   |  |  |
| Exprimés                 | Exprimés                 | Exprimés                 | 2 067 | 96,05 |    |   |  |  |
| Votes blancs             | Votes blancs             | Votes blancs             | 19    | 0,88  |    |   |  |  |
| Votes nuls               | Votes nuls               | Votes nuls               | 66    | 3,07  |    |   |  |  |
| Total                    | Total                    | Total                    | 2 152 | 100   | 57 | 7 |  |  |
| Abstention               | Abstention               | Abstention               | 2 181 | 50,33 |    |   |  |  |
| Inscrits / participation | Inscrits / participation | Inscrits / participation | 4 333 | 49,67 |    |   |  |  |

### Verson
- Maire sortant : Michel Marie (DVG)
- 27 sièges à pourvoir au conseil municipal (population légale 2017 : 3 616 habitants)
- 1 sièges à pourvoir au conseil communautaire (Caen la Mer)

|                          | Nathalie Donatin         | ECO                      | 673   | 55,66 | 21 | 1 |  |  |
|                          | Benoît Le Rétif          | Divers                   | 536   | 44,33 | 6  | 0 |  |  |
|                          |                          |                          |       |       |    |   |  |  |
| Exprimés                 | Exprimés                 | Exprimés                 | 1 209 | 97,42 |    |   |  |  |
| Votes blancs             | Votes blancs             | Votes blancs             | 19    | 1,53  |    |   |  |  |
| Votes nuls               | Votes nuls               | Votes nuls               | 13    | 1,05  |    |   |  |  |
| Total                    | Total                    | Total                    | 1 241 | 100   | 27 | 1 |  |  |
| Abstention               | Abstention               | Abstention               | 1 524 | 55,12 |    |   |  |  |
| Inscrits / participation | Inscrits / participation | Inscrits / participation | 2 765 | 44,88 |    |   |  |  |

### Vire Normandie
- Maire sortant : Marc Andreu Sabater
- 47 sièges à pourvoir au conseil municipal (population légale 2017 : 17 178 habitants)
- 18 sièges à pourvoir au conseil communautaire (CC Intercom de la Vire au Noireau)

| Tête de liste            | Tête de liste            | Liste                    | Premier tour | Premier tour | Deuxième tour | Deuxième tour | Sièges | Sièges |
| Tête de liste            | Tête de liste            | Liste                    | Voix         | %            | Voix          | %             | CM     | CC     |
| ------------------------ | ------------------------ | ------------------------ | ------------ | ------------ | ------------- | ------------- | ------ | ------ |
|                          | Marc Andreu Sabater      | Divers                   | 2 415        | 44,96        | 2 780         | 51,34         | 36     | 14     |
|                          | Pascal Martin            | Divers                   | 1 815        | 33,79        | 1 998         | 36,90         | 9      | 3      |
|                          | Cindy Baudron            | DVG                      | 628          | 11,69        | 636           | 11,74         | 2      | 1      |
|                          | Jean-Philippe Roy        | RN                       | 368          | 6,85         |               |               |        |        |
|                          | Jérémy Folly             | Union de la droite       | 145          | 2,69         |               |               |        |        |
|                          |                          |                          |              |              |               |               |        |        |
| Exprimés                 | Exprimés                 | Exprimés                 | 5 371        | 96,98        | 5 414         | 97,43         |        |        |
| Votes blancs             | Votes blancs             | Votes blancs             | 68           | 1,23         | 82            | 1,48          |        |        |
| Votes nuls               | Votes nuls               | Votes nuls               | 99           | 1,79         | 61            | 1,10          |        |        |
| Total                    | Total                    | Total                    | 5 538        | 100          | 5 557         | 100           | 47     | 18     |
| Abstention               | Abstention               | Abstention               | 7 568        | 57,74        | 7 537         | 57,56         |        |        |
| Inscrits / participation | Inscrits / participation | Inscrits / participation | 13 106       | 42,26        | 13 094        | 42,44         |        |        |